# Die Simpsons/Staffel 9
Die neunte Staffel der US-amerikanischen Zeichentrickserie Die Simpsons wurde vom 21. September 1997 bis zum 17. Mai 1998 auf dem US-amerikanischen Sender Fox gesendet. Die deutschsprachige Erstausstrahlung sendete der Privatsender ProSieben vom 7. Oktober 1998 bis zum 15. Mai 2000.
Die Staffel wurde am 19. Dezember 2006 in den Vereinigten Staaten und am 5. März 2007 in Deutschland auf DVD veröffentlicht.

## Episoden
| Nr. (ges.) | Nr. (St.) | Deutscher Titel                | Originaltitel                          | Erstausstrahlung (USA) | Deutschsprachige Erstausstrahlung (D) | Regie                | Drehbuch                                   | Prodc. |
| --- | --------- | ------------------------------ | -------------------------------------- | ---------------------- | ------------------------------------- | -------------------- | ------------------------------------------ | ------ |
| 179 | 1         | Homer und New York             | The City of New York vs. Homer Simpson | 21. Sep. 1997          | 7. Okt. 1998                          | Jim Reardon          | Ian Maxtone-Graham                         | 4F22   |
| Weil Homer seinen Wagen zurückholen muss, fährt die Familie nach New York. Homer, dessen Wagen mit einer Parkkralle befestigt ist, führt einen einsamen Kampf gegen die Verkehrspolizei. Währenddessen amüsiert sich der Rest der Familie prächtig. |           |                                |                                        |                        |                                       |                      |                                            |        |
| 180 | 2         | Alles Schwindel                | The Principal and the Pauper           | 28. Sep. 1997          | 8. Okt. 1998                          | Steven Dean Moore    | Ken Keeler                                 | 4F23   |
| Während einer Überraschungsfeier taucht ein Sergeant auf und es kommt heraus, dass Rektor Skinner eigentlich Armin Tamzarian heißt – und eine bewegte Vergangenheit in Capital City hat. Der Sergeant übernimmt nun den Posten des Rektors. Weil jedoch niemand mit dem neuen Rektor Skinner zufrieden ist, wird später alles wieder rückgängig gemacht. |           |                                |                                        |                        |                                       |                      |                                            |        |
| 181 | 3         | Die Saxophon-Geschichte        | Lisa’s Sax                             | 19. Sep. 1997          | 9. Okt. 1998                          | Dominic Polcino      | Al Jean                                    | 3G02   |
| Wieder ein Rückblick: Es ist 1990, Bart kommt in die Schule und Lisa bekommt ihr Saxophon, auf dem sie begeistert spielt. Genervt zerstört Bart das Saxophon. Lisa bekommt später ein neues Saxophon, wobei Homer jedoch auf eine Klimaanlage verzichten muss. |           |                                |                                        |                        |                                       |                      |                                            |        |
| 182 | 4         | Neutronenkrieg und Halloween   | Treehouse of Horror VIII               | 26. Sep. 1997          | 12. Okt. 1998                         | Mark Kirkland        | Mike Scully, David S. Cohen, Ned Goldreyer | 5F02   |
| 3 Halloween-Episoden: The HΩmega Man – Homer und seine Familie überleben einen Atomschlag und kämpfen gegen mutierte Bürger. Fliege gegen Fliege – Bart vermischt seine DNA mit einer Fliege. Die flotte Hexenbraterei – Marge wird im Jahr 1649 für eine Hexe gehalten. |           |                                |                                        |                        |                                       |                      |                                            |        |
| 183 | 5         | Homer und der Revolver         | The Cartridge Family                   | 2. Nov. 1997           | 13. Okt. 1998                         | Pete Michels         | John Swartzwelder                          | 5F01   |
| Nachdem in der Stadt Gewalt ausgebrochen ist, kauft sich Homer eine Waffe zur Verteidigung. Marge und die Kinder fühlen sich bedroht und ziehen in ein Hotel. Es kommt dort zu einem Überfall, den Homer trotz Revolver nicht verhindern kann. |           |                                |                                        |                        |                                       |                      |                                            |        |
| 184 | 6         | Bart ist mein Superstar        | Bart Star                              | 9. Nov. 1997           | 14. Okt. 1998                         | Dominic Polcino      | Donick Cary                                | 5F03   |
| Homer wird Trainer der Schul-Footballmannschaft. Bart soll, jedoch zum Missfallen seiner Mannschaftskameraden, der Quarterback werden. Erst als Bart eine Verletzung vortäuscht, wird er ausgetauscht. Die Schülermannschaft gewinnt schließlich ohne Bart die Meisterschaft. |           |                                |                                        |                        |                                       |                      |                                            |        |
| 185 | 7         | Hochzeit auf indisch           | The Two Mrs. Nahasapeemapetilons       | 16. Nov. 1997          | 15. Okt. 1998                         | Steven Dean Moore    | Richard Appel                              | 5F04   |
| Apus Ehefrau wurde schon in der Kindheit von den Eltern bestimmt. Apu täuscht vor, mit Marge verheiratet zu sein. Als der Schwindel entlarvt wird, heiratet Apu dennoch die ihm versprochene Frau Manjula. |           |                                |                                        |                        |                                       |                      |                                            |        |
| 186 | 8         | Der Tag der Abrechnung         | Lisa the Skeptic                       | 23. Nov. 1997          | 19. Okt. 1998                         | Neil Affleck         | David S. Cohen                             | 5F05   |
| Bei Ausgrabungen wird ein versteinerter Engel entdeckt. Homer baut daraus in seiner Garage einen Devotionalienschrein und kassiert Geld von den Besuchern. Indessen versucht Lisa den Engel als Fälschung zu entlarven. |           |                                |                                        |                        |                                       |                      |                                            |        |
| 187 | 9         | Todesfalle zu verkaufen        | Realty Bites                           | 7. Dez. 1997           | 19. Okt. 1998                         | Swinton O. Scott III | Dan Greaney                                | 5F06   |
| Marge verkauft als Maklerin den Flanders ein Haus, in dem ein Mord begangen wurde. Währenddessen ersteigert Homer ein Auto, das dem Gangster Snake gehört hat. |           |                                |                                        |                        |                                       |                      |                                            |        |
| 188 | 10        | Die Lieblings-Unglücksfamilie  | Miracle on Evergreen Terrace           | 21. Dez. 1997          | 20. Okt. 1998                         | Bob Anderson         | Ron Hauge                                  | 5F07   |
| Bart verbrennt aus Versehen in der Nacht vor Weihnachten die Geschenke und schiebt Einbrechern die Schuld in die Schuhe. Nachdem ein TV-Sender über den Vorfall berichtet, spenden die Zuschauer einige Geschenke sowie eine Summe von 15.000 Dollar. Mit dem Geld kaufen sich die Simpsons ein Auto, das jedoch wenig später durch einen Unfall zerstört wird. So können die Simpsons die Summe auch nicht zurückgeben, nachdem herauskommt, dass Bart gelogen hat. So kommt es dazu, dass die Spender selbst für Gerechtigkeit sorgen, indem sie sämtlichen Besitz der Simpsons mitnehmen. |           |                                |                                        |                        |                                       |                      |                                            |        |
| 189 | 11        | Und nun alle singen und tanzen | All Singing, All Dancing               | 4. Jan. 1998           | 16. Jan. 2000                         | Mark Ervin           | Steve O’Donnell                            | 5F24   |
| Weil Homer aus Versehen ein Musicalvideo ausgeliehen hat, erinnern sich die Simpsons an musikalische Momente aus früheren Episoden. |           |                                |                                        |                        |                                       |                      |                                            |        |
| 190 | 12        | Die armen Vagabunden           | Bart Carny                             | 11. Jan. 1998          | 22. Okt. 1998                         | Mark Kirkland        | John Swartzwelder                          | 5F08   |
| Homer und Bart arbeiten auf dem Jahrmarkt und nehmen die Schausteller Cooder und Spud mit zu sich nach Hause, nachdem sie für die Schließung von deren Bude verantwortlich sind. Die Gäste übernehmen das Haus und sperren die Simpsons aus. Mit einem Trick schaffen es die Simpsons es zurückzugewinnen. |           |                                |                                        |                        |                                       |                      |                                            |        |
| 191 | 13        | In den Fängen einer Sekte      | The Joy of Sect                        | 8. Feb. 1998           | 23. Okt. 1998                         | Steve Dean Moore     | Steve O’Donnell                            | 5F23   |
| Eine neue Sekte hat fast ganz Springfield eingenommen. Den Anhängern wird ein glückliches Leben auf einem anderen Planeten versprochen. Marge, Flanders und Reverend Lovejoy wollen die Bürger der Stadt wieder zur Besinnung bringen. Homer und die Kinder werden aus dem Gelände der Sekte entführt. Homer kommt mit Hilfe von Bier wieder zu sich. |           |                                |                                        |                        |                                       |                      |                                            |        |
| 192 | 14        | Der blöde Uno-Club             | Das Bus                                | 15. Feb. 1998          | 1. Nov. 1999                          | Susie Dietter        | Jennifer Crittenden                        | 5F11   |
| Auf der Fahrt zu einem Uno-Modell-Treffen stürzt der Bus mit den Kindern von Springfield ins Meer. Sie stranden auf einer menschenleeren Insel. Sie bilden eine kleine Gemeinde und kämpfen gemeinsam um das Überleben. Homer will währenddessen über das Internet ein Computergeschäft aufbauen, das später jedoch von Bill Gates zerstört wird. |           |                                |                                        |                        |                                       |                      |                                            |        |
| 193 | 15        | Krustys letzte Versuchung      | The Last Temptation of Krust           | 22. Feb. 1998          | 2. Okt. 1999                          | Mike B. Anderson     | Donick Cary                                | 5F10   |
| Nachdem seine Zeit als Fernseh-Clown vorbei ist, wird Krusty zufällig Stand-Up-Komiker. |           |                                |                                        |                        |                                       |                      |                                            |        |
| 194 | 16        | Eine Frau für Moe              | Dumbbell Indemnity                     | 1. März 1998           | 26. Okt. 1998                         | Dominic Polcino      | Ron Hauge                                  | 5F12   |
| Moe hat sich in eine Frau namens Renée verliebt. Weil seine finanziellen Mittel knapp sind, bittet er Homer, sein Auto zu Schrott zu fahren, um von der Versicherung Geld zu kassieren. Homer wird jedoch dabei erwischt und landet im Gefängnis. Moe will jedoch Homer nicht helfen. Renée hält Moe inzwischen für verrückt und verschwindet. Moe setzt seine eigene Kneipe in Brand. Homer flieht aus dem Gefängnis und richtet zusammen mit Moe im Haus der Simpsons eine Kneipe ein. |           |                                |                                        |                        |                                       |                      |                                            |        |
| 195 | 17        | Vertrottelt Lisa?              | Lisa the Simpson                       | 8. März 1998           | 31. Dez. 1998                         | Susie Dietter        | Ned Goldreyer                              | 4F24   |
| Opa Simpson erzählt, dass auch Homer und Bart bis zum neunten Lebensjahr schlau gewesen sein sollen. Lisa befürchtet, das Simpson-Gen könnte sie, genau wie Homer und Bart, ihre Intelligenz zum neunten Geburtstag verlieren lassen. Später stellt sie fest, dass das Simpson-Gen nur bei Männern und nicht bei Frauen aktiv werden kann. Währenddessen friert sich der alte Jasper im Kwik-E-Markt im Tiefkühlschrank ein, um in der Zukunft wieder erweckt zu werden. |           |                                |                                        |                        |                                       |                      |                                            |        |
| 196 | 18        | Der merkwürdige Schlüssel      | This Little Wiggy                      | 22. März 1998          | 15. Okt. 2000                         | Neil Affleck         | Dan Greaney                                | 5F13   |
| Marge bringt Bart und Ralph Wiggum als Spielkameraden zusammen, worauf Bart den Universalschlüssel des Polizeichefs entdeckt. Als sie damit in ein verlassenes Gefängnis eindringen, vergessen sie jedoch, den Sicherheitshebel eines elektrischen Stuhls wieder umzulegen, was Bürgermeister Quimbys Leben in Gefahr bringt. |           |                                |                                        |                        |                                       |                      |                                            |        |
| 197 | 19        | Homer geht zur Marine          | Simpson Tide                           | 29. März 1998          | 24. Mai 1999                          | Milton Gray          | Joshua Sternin & Jeffrey Ventimilla        | 3G04   |
| Homer verliert seinen Job im Kraftwerk und geht zur Marine. Während einer Übung gerät Homer mit seinem U-Boot in russische Hoheitsgewässer und löst einen diplomatischen Konflikt aus. |           |                                |                                        |                        |                                       |                      |                                            |        |
| 198 | 20        | Die Trillion-Dollar-Note       | The Trouble With Trillion              | 5. Apr. 1998           | 27. Okt. 1998                         | Swinton O. Scott III | Ian Maxtone-Graham                         | 5F14   |
| Homer muss der Steuerbehörde helfen, einen extrem wertvollen Geldschein bei Mr. Burns zu finden, den dieser der Regierung gestohlen hat. Homer flüchtet mit Mr. Burns und Smithers nach Kuba. Fidel Castro kassiert den Trillion-Dollar-Schein, und die Drei finden sich anschließend auf einem Floß im Meer wieder. |           |                                |                                        |                        |                                       |                      |                                            |        |
| 199 | 21        | Die neuesten Kindernachrichten | Girly Edition                          | 19. Apr. 1998          | 28. Okt. 1998                         | Mark Kirkland        | Larry Doyle                                | 5F15   |
| Lisa und Bart moderieren eine Nachrichtensendung im Fernsehen und geraten in einen Wettstreit um die Gunst des Publikums. Mit einem Trick will sich Lisa an ihrem Bruder rächen. Doch Bart gerät dadurch in ernsthafte Gefahr. Lisa kann ihn rechtzeitig retten. Sie beschließen von nun an zusammenarbeiten, ihre Sendung wird jedoch abgesetzt. |           |                                |                                        |                        |                                       |                      |                                            |        |
| 200 | 22        | Die sich im Dreck wälzen       | Trash of the Titans                    | 26. Apr. 1998          | 6. Okt. 1998                          | Jim Reardon          | Ian Maxtone-Graham                         | 5F09   |
| Aus Unzufriedenheit mit der städtischen Müllabfuhr wird Homer Müllinspektor von Springfield und gibt das gesamte Jahresbudget innerhalb eines Monats aus. |           |                                |                                        |                        |                                       |                      |                                            |        |
| 201 | 23        | König der Berge                | King of the Hill                       | 5. Mai 1998            | 2. Dez. 1998                          | Susie Dietter        | David S. Cohen                             | 5F16   |
| Um Bart zurückzugewinnen, beschließt Homer als Werbegag für eine Apfelmus-Riegel-Firma das Mörderhorn, den höchsten Berg in Springfield, zu besteigen. |           |                                |                                        |                        |                                       |                      |                                            |        |
| 202 | 24        | Die Kugel der Isis             | Lost Our Lisa                          | 10. Mai 1998           | 30. Okt. 1998                         | Pete Michels         | Brian Scully                               | 5F17   |
| Lisa will unbedingt eine Ausstellung sehen, verirrt sich aber mit dem Bus. Homer bekommt Schuldgefühle, dass er Lisa alleine mit dem Bus hat fahren lassen und begibt sich auf die Suche nach ihr. Nachdem er sie gefunden hat, dringen sie gemeinsam in das geschlossene Museum ein. |           |                                |                                        |                        |                                       |                      |                                            |        |
| 203 | 25        | Die Gefahr, erwischt zu werden | Natural Born Kissers                   | 17. Mai 1998           | 2. Nov. 1998                          | Klay Hall            | Matt Selman                                | 5F18   |
| Homer und Marge peppen ihr Liebesleben an öffentlichen Plätzen auf. Bart und Lisa entdecken währenddessen das alternative Ende von Casablanca. |           |                                |                                        |                        |                                       |                      |                                            |        |